# Gymnastique aux Jeux asiatiques de 2006
Navigation
Édition précédente Édition suivante
Les compétitions de gymnastique aux Jeux asiatiques de 2006 se sont déroulées du 2 au 12 décembre 2006 au Aspire Hall 2, à Doha, au Qatar. Trois disciplines étaient au programme : la gymnastique artistique avec quatorze épreuves (six féminines et huit masculines), la gymnastique rythmique avec deux épreuves (toutes féminines) et le trampoline avec deux épreuves (une féminine et une masculine). 

## Tableau des médailles
| Gymnastique artistique | Gymnastique rythmique | Trampoline | Gymnastique aux Jeux asiatiques de 2006 | Gymnastique aux Jeux asiatiques de 2006 | Gymnastique aux Jeux asiatiques de 2006 | Gymnastique aux Jeux asiatiques de 2006 | Gymnastique aux Jeux asiatiques de 2006 |
| Position               | Position              | Position   | Pays                                    | Or                                      | Argent                                  | Bronze                                  | Total                                   |
| Position               | Position              | Position   | Pays                                    |                                         |                                         |                                         | Total                                   |
| 1                      | 1                     | 1          | Chine                                   | 13                                      | 8                                       | 2                                       | 23                                      |
| 2                      | 2                     | 2          | Corée du Nord                           | 3                                       | 2                                       | 3                                       | 8                                       |
| 3                      | 3                     | 3          | Japon                                   | 2                                       | 4                                       | 6                                       | 12                                      |
| 4                      | 4                     | 4          | Corée du Sud                            | 2                                       | 0                                       | 3                                       | 5                                       |
| 5                      | 5                     | 5          | Kazakhstan                              | 2                                       | 0                                       | 2                                       | 4                                       |
| 6                      | 6                     | 6          | Malaisie                                | 0                                       | 1                                       | 0                                       | 1                                       |
| 7                      | 7                     | 7          | Ouzbékistan                             | 0                                       | 0                                       | 1                                       | 1                                       |

## Gymnastique artistique

### Tableau des médailles
| Gymnastique artistique | Gymnastique artistique aux Jeux asiatiques de 2006 | Gymnastique artistique aux Jeux asiatiques de 2006 | Gymnastique artistique aux Jeux asiatiques de 2006 | Gymnastique artistique aux Jeux asiatiques de 2006 | Gymnastique artistique aux Jeux asiatiques de 2006 |
| Position               | Pays                                               | Or                                                 | Argent                                             | Bronze                                             | Total                                              |
| Position               | Pays                                               |                                                    |                                                    |                                                    | Total                                              |
| 1                      | Chine                                              | 11                                                 | 6                                                  | 0                                                  | 17                                                 |
| 2                      | Corée du Nord                                      | 3                                                  | 2                                                  | 3                                                  | 8                                                  |
| 3                      | Japon                                              | 2                                                  | 2                                                  | 5                                                  | 9                                                  |
| 4                      | Corée du Sud                                       | 2                                                  | 0                                                  | 3                                                  | 5                                                  |
| 5                      | Malaisie                                           | 0                                                  | 1                                                  | 0                                                  | 1                                                  |
| 6                      | Kazakhstan                                         | 0                                                  | 0                                                  | 2                                                  | 2                                                  |

### Femmes

#### Concours général individuel
| Médaille | Nom          | Pays          | Points |
| -------- | ------------ | ------------- | ------ |
|          | He Ning      | Chine         | 59,450 |
| Argent   | Zhou Zhuoru  | Chine         | 59,050 |
| Bronze   | Hong Su Jong | Corée du Nord | 57,800 |

#### Saut
| Médaille | Nom          | Pays          | Points |
| -------- | ------------ | ------------- | ------ |
|          | Cheng Fei    | Chine         | 15,387 |
| Argent   | Hong Su Jong | Corée du Nord | 15,237 |
| Bronze   | Hong Un Jong | Corée du Nord | 14,962 |

#### Barres asymétriques
| Médaille | Nom          | Pays          | Points |
| -------- | ------------ | ------------- | ------ |
|          | Hong Su Jong | Corée du Nord | 15,525 |
| Argent   | He Ning      | Chine         | 15,000 |
| Bronze   | Cha Yong Hwa | Corée du Nord | 14,800 |

#### Poutre
| Médaille | Nom         | Pays  | Points |
| -------- | ----------- | ----- | ------ |
|          | Zhang Nan   | Chine | 15,000 |
| Argent   | Han Bing    | Chine | 14,925 |
| Bronze   | Miki Uemura | Japon | 14,725 |

#### Sol
| Médaille | Nom          | Pays  | Points |
| -------- | ------------ | ----- | ------ |
|          | Cheng Fei    | Chine | 15,750 |
| Argent   | Pang Panpan  | Chine | 15,250 |
| Bronze   | Kyoko Oshima | Japon | 15,075 |

#### Concours par équipes
| Médaille | Nom                                                                               | Pays          | Points  |
| -------- | --------------------------------------------------------------------------------- | ------------- | ------- |
|          | Cheng Fei Han Bing He Ning Pang Panpan Zhang Nan Zhou Zhuoru                      | Chine         | 239,400 |
| Argent   | Cha Yong Hwa Hong Su Jong Hong Un Jong Kim Myong Bok Kim Un Hyang Pyon Kwang Sun  | Corée du Nord | 228,550 |
| Bronze   | Manami Ishizaka Mayu Kuroda Erika Mizoguchi Kyoko Oshima Ayaka Sahara Miki Uemura | Japon         | 225,950 |

Seuls les quatre meilleurs scores obtenus par les gymnastes à chaque appareil sont comptabilisés.

### Hommes

#### Concours général individuel
| Médaille | Nom              | Pays  | Points |
| -------- | ---------------- | ----- | ------ |
|          | Yang Wei         | Chine | 95,500 |
| Argent   | Hisashi Mizutori | Japon | 93,400 |
| Bronze   | Hiroyuki Tomita  | Japon | 93,250 |

#### Sol
| Médaille | Nom           | Pays         | Points |
| -------- | ------------- | ------------ | ------ |
|          | Zou Kai       | Chine        | 16,000 |
| Argent   | Liang Fuliang | Chine        | 15,800 |
| Bronze   | Kim Soo-myun  | Corée du Sud | 15,600 |

#### Cheval d'arçons
| Médaille | Nom             | Pays          | Points |
| -------- | --------------- | ------------- | ------ |
|          | Hiroyuki Tomita | Japon         | 15,375 |
|          | Kim Soo-myun    | Corée du Sud  | 15,375 |
|          | Jo Jong Chol    | Corée du Nord | 15,375 |

#### Anneaux
| Médaille | Nom               | Pays       | Points |
| -------- | ----------------- | ---------- | ------ |
|          | Chen Yibing       | Chine      | 16,575 |
|          | Yang Wei          | Chine      | 16,575 |
| Bronze   | Timur Kurbanbayev | Kazakhstan | 16,300 |

#### Saut
| Médaille | Nom               | Pays          | Points |
| -------- | ----------------- | ------------- | ------ |
|          | Ri Se Gwang       | Corée du Nord | 16,625 |
| Argent   | Ng Shu Wai        | Malaisie      | 16,487 |
| Bronze   | Yernar Yerimbetov | Kazakhstan    | 16,300 |

#### Barres parallèles
| Médaille | Nom           | Pays         | Points |
| -------- | ------------- | ------------ | ------ |
|          | Yang Wei      | Chine        | 16,300 |
|          | Kim Dae-Eun   | Corée du Sud | 16,300 |
| Bronze   | Shun Kuwahara | Japon        | 16,075 |

#### Barre fixe
| Médaille | Nom              | Pays         | Points |
| -------- | ---------------- | ------------ | ------ |
|          | Hisashi Mizutori | Japon        | 16,075 |
| Argent   | Zou Kai          | Chine        | 15,950 |
| Bronze   | Kim Ji Hoon      | Corée du Sud | 15,725 |

#### Concours par équipes
| Médaille | Nom                                                                                        | Pays         | Points  |
| -------- | ------------------------------------------------------------------------------------------ | ------------ | ------- |
|          | Chen Yibing Feng Jing Liang Fuliang Xiao Qin Yang Wei Zou Kai                              | Chine        | 377,100 |
| Argent   | Ryosuke Baba Kenya Kobayashi Shun Kuwahara Hisashi Mizutori Hiroyuki Tomita Yuki Yoshimura | Japon        | 373,050 |
| Bronze   | Kim Dae-Eun Kim Ji Hoon Kim Seung-il Kim Soo-myun Yang Tae Young Yoo Won-chul              | Corée du Sud | 371,500 |

Seuls les quatre meilleurs scores obtenus par les gymnastes à chaque appareil sont comptabilisés.

## Gymnastique rythmique

### Tableau des médailles
| Gymnastique rythmique | Gymnastique rythmique aux Jeux asiatiques de 2006 | Gymnastique rythmique aux Jeux asiatiques de 2006 | Gymnastique rythmique aux Jeux asiatiques de 2006 | Gymnastique rythmique aux Jeux asiatiques de 2006 | Gymnastique rythmique aux Jeux asiatiques de 2006 |
| Position              | Pays                                              | Or                                                | Argent                                            | Bronze                                            | Total                                             |
| Position              | Pays                                              |                                                   |                                                   |                                                   | Total                                             |
| 1                     | Kazakhstan                                        | 2                                                 | 0                                                 | 0                                                 | 2                                                 |
| 2                     | Japon                                             | 0                                                 | 2                                                 | 0                                                 | 2                                                 |
| 3                     | Chine                                             | 0                                                 | 0                                                 | 2                                                 | 2                                                 |

### Femmes
Quatre engins étaient utilisés lors de cette compétition : la corde, le ballon, les massues et le ruban (pas d'enchaînements au cerceau).

#### Individuel
| Médaille | Nom             | Pays       | Points |
| -------- | --------------- | ---------- | ------ |
|          | Aliya Yussupova | Kazakhstan | 63,925 |
| Argent   | Yukari Murata   | Japon      | 59,125 |
| Bronze   | Xiao Yiming     | Chine      | 58,525 |

#### Par équipes
| Médaille | Nom                                                 | Pays       |
| -------- | --------------------------------------------------- | ---------- |
|          | Aidana Kauldasheva Maiya Zainullina Aliya Yussupova | Kazakhstan |
| Argent   | Yukari Murata Sayaka Nakano Yuria Onuki Ai Yokochi  | Japon      |
| Bronze   | Ding Yidan Li Hongyang Liang Yuting Xiao Yiming     | Chine      |

- Pour promouvoir la gymnastique rythmique au Qatar, la Qatarie Alaa Al Saase, qui ne pouvait participer aux Jeux asiatiques car étant trop jeune (14 ans), a présenté quatre enchaînements (un avec chacun des engins utilisés lors de cette compétition) pendant les qualifications de l'épreuve individuelle.

## Trampoline

### Tableau des médailles
| Trampoline | Trampoline aux Jeux asiatiques de 2006 | Trampoline aux Jeux asiatiques de 2006 | Trampoline aux Jeux asiatiques de 2006 | Trampoline aux Jeux asiatiques de 2006 | Trampoline aux Jeux asiatiques de 2006 |
| Position   | Pays                                   | Or                                     | Argent                                 | Bronze                                 | Total                                  |
| Position   | Pays                                   |                                        |                                        |                                        | Total                                  |
| 1          | Chine                                  | 2                                      | 2                                      | 0                                      | 4                                      |
| 2          | Japon                                  | 0                                      | 0                                      | 1                                      | 1                                      |
| 2          | Ouzbékistan                            | 0                                      | 0                                      | 1                                      | 1                                      |

### Femmes

#### Individuel
| Médaille | Nom              | Pays        | Points |
| -------- | ---------------- | ----------- | ------ |
|          | Huang Shanshan   | Chine       | 38,40  |
| Argent   | Zhong Xingping   | Chine       | 38,30  |
| Bronze   | Ekaterina Khilko | Ouzbékistan | 36,00  |

### Hommes

#### Individuel
| Médaille | Nom               | Pays  | Points |
| -------- | ----------------- | ----- | ------ |
|          | Que Zhicheng      | Chine | 39,50  |
| Argent   | Lu Chunlong       | Chine | 39,10  |
| Bronze   | Shunsuke Nagasaki | Japon | 38,80  |